# Idiogramma longicauda
Idiogramma longicauda là một loài tò vò trong họ Ichneumonidae.